# Taquicardia sinusal inapropiada
La taquicardia sinusal inapropiada es un tipo raro de arritmia cardíaca en la categoría de taquicardia supraventricular (TSV). La TSI puede ser causada porque el propio nódulo sinusal tiene una estructura o función anormal o puede ser parte de un problema llamado disautonomía, una interrupción o falla del sistema nervioso autónomo. La investigación sobre el mecanismo y la etiología de la taquicardia sinusal inapropiada está en curso.
No hay suficientes estudios sobre los efectos a largo plazo de la TSI. En raras ocasiones, algunos pacientes pueden llegar a desarrollar miocardiopatía, pero la TSI suele ser considerada por la mayoría una afección benigna largo plazo. Aun así, los síntomas de la TSI suelen ser incapacitantes justificar tratamiento. El mecanismo principal y la etiología de la taquicardia sinusal inapropiada no se han esclarecido por completo. Se ha sugerido un mecanismo autoinmune porque varios estudios han detectado autoanticuerpos que activan los receptores beta adrenérgicos en algunos pacientes. El mecanismo de la TSI involucra principalmente el nódulo sinusal y el tejido peri-ganglionar y no requiere el nódulo AV para su mantenimiento. Se encuentran disponibles tratamientos en forma de terapia con medicamentos o ablación con catéter, pero actualmente la afección es difícil de tratar con éxito.

## Síntomas
Los síntomas informados por los pacientes varían en frecuencia y severidad. Estos pueden incluir, pero no se limitan a:
• Palpitaciones frecuentes o sostenidas.
• Disnea (dificultad para respirar) y   palpitaciones de esfuerzo.
• Pre-síncope (sensación de que se va a desmayar) y ocasionalmente síncope.
• Dolor de pecho o sensación de presión.
• Fatiga.
• Mareo.
• Intolerancia al ejercicio.
• Parestesia y calambres ocasionales.
• Síntomas asociados con alteraciones del  sistema nervioso autónomo, incluidas alteraciones gastrointestinales.

## Diagnóstico
No existen criterios de diagnóstico formales.  Un diagnóstico de taquicardia sinusal inapropiada es principalmente de exclusión, y se puede observar lo siguiente:
• Exclusión de todas las demás causas de taquicardia sinusal (anemia, hipertiroidismo, fiebre, deshidratación, ansiedad, etc.)
• Deben excluirse las formas comunes de taquicardia supraventricular (TSV).
• Morfología normal de la onda P.
• Una taquicardia sinusal en reposo suele estar presente (pero no siempre).
• Caída nocturna de la frecuencia cardíaca.
• Respuesta inapropiada de la frecuencia cardíaca al hacer ejercicio.
• Frecuencia cardíaca media en 24 horas superior a 90-95 lpm.
• Se ha documentado que los síntomas se deben a taquicardia.
• Ocasionalmente se observa hipotensión.
• Ocasionalmente se informa síncope.

## Tratamiento
La TSI se ha tratado tanto de forma farmacológica como invasiva, con diversos grados de éxito. La taquicardia sinusal inapropiada no es indicativa de tasas más altas de mortalidad, y el no tratamiento es una opción elegida por los pacientes que tienen síntomas mínimos. Actualmente, la condición es difícil de tratar con éxito.
Algunos tipos de medicamentos probados por cardiólogos y otros médicos incluyen: betabloqueantes, inhibidores selectivos del canal If del nódulo sinusal (como ivabradina), bloqueadores de los canales de calcio y agentes antiarrítmicos.  También se prueban ocasionalmente algunos fármacos ISRS, al igual que los tratamientos que se utilizan con más frecuencia para tratar el síndrome de taquicardia ortostática postural, como la fludrocortisona. Ambas condiciones suelen tener síntomas similares y en ocasiones se ven en un mismo paciente.
Los tratamientos invasivos incluyen formas de ablación con catéter como la modificación del nódulo sinusal (ablación selectiva del nódulo sinusal), ablación completa del nódulo sinusal (con implantación asociada de un marcapasos artificial permanente) y ablación del nódulo AV en casos muy resistentes (creación de bloqueo cardíaco completo iatrogénico, que requiere la implantación de un marcapasos artificial permanente). Sin embargo, los tratamientos invasivos también pueden empeorar los síntomas o reaparecer meses después del procedimiento.